# Cerreto di Spoleto
Cerreto di Spoleto är en ort och kommun i provinsen Perugia i regionen Umbrien i Italien. Kommunen hade 1 038 invånare (2018).